# Andersglobalisme

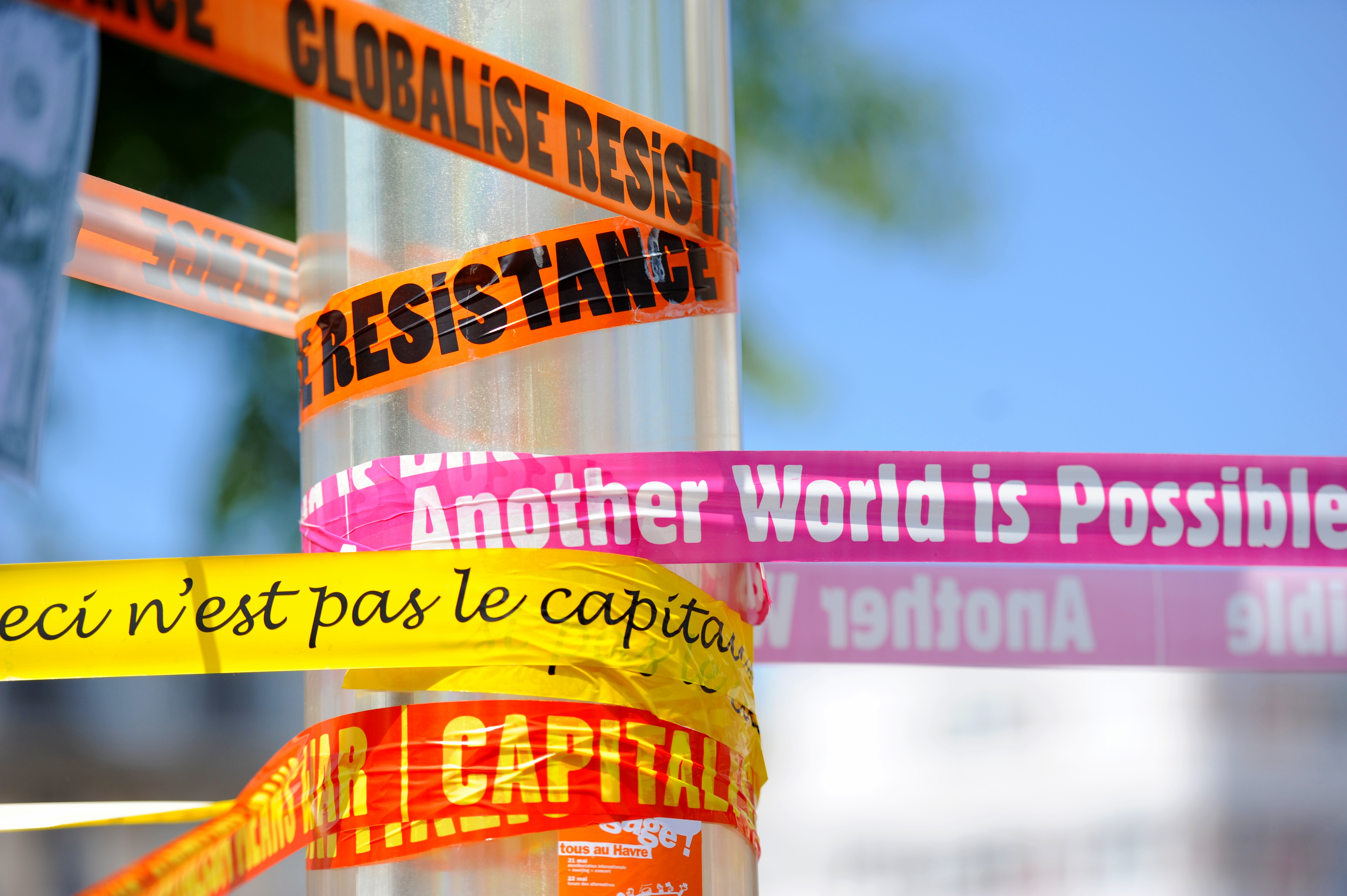
Andersglobalistisch protest in Le Havre, bij de G8 in 2011

Het andersglobalisme, andersmondialisme of de global justice movement (beweging voor wereldwijde rechtvaardigheid) is een pluriforme, los georganiseerde beweging die zich verzet tegen wat zij ziet als de 'neoliberale' manier van globalisering en met name het ontstaan van wat zij ziet als een ongereguleerde, dan wel ondemocratisch gereguleerde wereldmarkt.

## Kenmerken
De kritiek van de beweging is met name gericht op de wereldwijde sociaal-economische en politieke ongelijkheid die de globalisering zou veroorzaken of in stand houden. Belangrijke thema's zijn kwijtschelding van schulden van ontwikkelingslanden, een resolute aanpak van ecologische en sociale wantoestanden en rechtvaardige regels voor wereldhandel en internationale financiële transacties.
De term antiglobalisme wordt ook wel gebruikt ter aanduiding van deze beweging. Sinds circa 2001 wordt deze naam door geassocieerde groepen minder gebruikt ten gunste van het positievere andersglobalisme (van het Franse neologisme altermondialisation), dat geen verzet tegen globalisering als zodanig aanduidt, maar de keuze voor een andere invulling daarvan.
Ze streeft naar het nivelleren van economische verschillen tussen het Westen en de Rest. Ze vraagt dat daarbij waarden zoals democratie, economische rechtvaardigheid, milieubescherming en mensenrechten voorrang zouden krijgen op puur economische belangen.
Aangezien een van de doelen van de andersglobaliseringsbeweging erin bestaat mondiale solidariteitsbanden uit te diepen die het mogelijk maken voor elke gemeenschap om zichzelf democratisch en autonoom te organiseren, luidt het motto van de beweging: "Denk globaal, doe lokaal!"
Recent wordt door sommige organisaties en individuen binnen de andersglobaliseringsbeweging ook de term "neomondialisering" (neomondialisation) gebruikt. Dit begrip doelt op een nuance die aanduidt dat de moderne globalisering -naast vermeende negatieve effecten van de westers kapitalistische wereldorde- ook positieve ontwikkelingen met zich meebrengt. Via de internationalisering van kapitaal, komt ook internationale verspreiding van mensen op gang, die op haar beurt internationale solidariteitsbanden aansterkt. Men vindt dat verschil in religie, afkomst of uiterlijke kenmerken ondergeschikt is aan gevoelens en noden die ieder mens in zich draagt en die geen grenzen kennen. Aangezien neomondiale denkers doorgaans het idee van de natie-staat niet erkennen, vermijden ze de term "internationaal" (betekenend: tussen naties) en gebruiken ze liever begrippen als "neomondiaal", "mondiaal" of "grenzeloos".

## Geschiedenis
Begin jaren 90 kwam een einde aan de Koude Oorlog en bleven de Verenigde Staten van Amerika over als enige wereldmacht. Het kapitalisme had het communisme overwonnen, en de filosoof Francis Fukuyama kondigde het "einde van de geschiedenis" aan. De Wereldhandelsorganisatie (WTO) werd opgericht, en de Europese Gemeenschappen werden getransformeerd tot de Europese Unie zonder binnengrenzen. Al deze ontwikkelingen brachten het proces van globalisering in een stroomversnelling.
Dit alles riep een tegenbeweging op: het "antiglobalisme". Een breed scala van bewegingen op het gebied van milieu, derde wereld, vakbondsrechten enz. ging zich manifesteren tijdens de topconferenties van de wereldleiders, zoals bij de WTO-top in Seattle (the Battle in Seattle) in 1999. Tijdens the Battle of Seattle werd de beweging voor het eerst duidelijk zichtbaar voor het grote publiek. De veldslag van de politie met radicale actievoerders had niet alleen gevolgen voor het imago van de beweging, het trok bij volgende gelegenheden grote groepen relschoppers naar de vergaderplaatsen. Op de top van de G7 in Genua van 21 en 22 juli 2001 werd een jonge anarchist gedood door politiegeweld. Het groeide verder uit door betogingen rond de G8-top in Gleneagles (Verenigd Koninkrijk) 2005. De antiglobalisten probeerden de aandacht te vestigen op hun ideeën in plaats van het geweld, en veranderden hun aanduiding in andersglobalisten.

## Samenstelling van de beweging
De andersglobaliseringsbeweging heeft een uitgesproken heterogeen karakter en kan gezien worden als een grassrootsorganisatie, het bestaat uit allerlei politieke en maatschappelijke stromingen en kent geen overkoepelend of sturend orgaan. Om deze reden wordt wel gesproken van een "beweging van bewegingen". Het andersglobalisme wordt gesteund door een aantal grote ngo's als Friends of the Earth, Greenpeace, het WWF en Oxfam International.
Organisaties die actief zijn op het gebied van milieu, mensenrechten, armoede, vrede en arbeid organiseerden in 2001 in Brazilië voor het eerst het Wereld Sociaal Forum (WSF). In lijn met de gebruikte slogan 'Think Global Act Local' ontstonden in navolging van het WSF lokale initiatieven: een Europees Sociaal Forum (ESF), in 2002 in België het Sociaal Forum van België en in november 2004 in Nederland het Nederlands Sociaal Forum (NSF).
Er is geen eenduidige andersglobalistische ideologie aan te duiden: zowel reformistische als revolutionaire denkers en groeperingen worden ermee geassocieerd. Enkele bekende andersglobalistische organisaties zijn ATTAC en A SEED.

## Andersglobalistische auteurs
- José Bové
- Michael Hardt
- Paul Hawken
- Noreena Hertz
- Peter Tom Jones
- Naomi Klein
- Michael Moore
- Antonio Negri
- Immanuel Wallerstein